# Valutazione idrocarburi in posto
Quando viene accertata la presenza nel sottosuolo di un reservoir mineralizzato ad idrocarburi, il passo successivo della fase esplorativa mineraria consiste nella valutazione quantitativamente del volume degli idrocarburi in posto; questa consiste nel determinare la quantità di idrocarburi rinvenuti nel sottosuolo, nell'area esplorata, si tratta di una quantità volumetrica riferita alle condizioni di temperatura e pressioni di giacimento e nella sua composizione chimica naturale in situ. Questa stima prescinde da valutazioni sulla capacità ed efficienza di recupero o di estrazione degli idrocarburi ed alla loro analisi composizionale.

## Informazioni necessarie per la valutazione
Per questa valutazione è necessario determinare:
1. il volume del reservoir, ossia il volume globale della roccia mineralizzata o volume totale lordo o Gross Bulk Volume ({\displaystyle GBV})[1]
2. il volume dello spazio poroso {\displaystyle \Phi } disponibile ad essere occupato dagli idrocarburi
3. il rapporto {\displaystyle Net/Gross} ossia il rapporto fra la parte del volume di reservoir che effettivamente contribuisce alla produzione del giacimento e il Gross Bulk Volume
4. La saturazione in acqua ({\displaystyle Sw}) ossia la percentuale dello spazio poroso occupata dall'acqua di formazione. Calcolata questa, la percentuale dello spazio poroso occupata dagli idrocarburo (solitamente indicata come {\displaystyle So} in caso di petrolio e {\displaystyle Sg} in caso di gas) è data da {\displaystyle So,g} = (100 - {\displaystyle Sw})

### Volume del reservoir
È il volume, solitamente espresso in m³ o ft³ , di tutta la roccia (ossia matrice rocciosa + pori e fluidi contenuti in essi) mineralizzata a idrocarburi entro una trappola petrolifera.
Si tratta di un parametro essenzialmente geologico, basato sulla ricostruzione della geometria tridimensionale del giacimento, quindi a partire da prodotti, derivati dalle analisi di rilevamenti geofisici, quali mappe di isobate della sommità (tetto in gergo minerario) e della base del giacimento, raffinati con i dati raccolti durante le perforazioni dei pozzi esplorativi e di delineazione tramite le registrazioni di logging e le loro interpretazioni strutturali e paeloambientali, in aiuto alla definizione dell'architettura della trappola.
A questo volume è associabile anche lo spessore dell'intero reservoir attraversato in verticale (o attraversabile in verticale) da un pozzo di produzione, tale spessore viene detto Gross Pay.

### Volume dello spazio poroso
Si tratta di un parametro essenzialmente petrofisico statico. Definisce la capacità di immagazzinamento (ossia il volume totale dei vuoti esistenti) di una roccia reservoir: tanto maggiore è la sua porosità tanto maggiore sarà la quantità di idrocarburo che potrà esservi contenuta. Per conoscere questo dato è quindi essenziale determinare la porosità della roccia mineralizzata, ciò viene fatto con le analisi petrofisiche sui log registrati di fronte al reservoir e sulle eventuali carote prelevate entro il reservoir.

### RapportoNet/Gross{\displaystyle Net/Gross}
Si tratta di un parametro essenzialmente petrofisico dinamico. Deve essere introdotto nel calcolo dei volumi in posto in quanto solitamente non tutta la massa rocciosa, che nel suo assieme contiene gli idrocarburi, è in grado di lasciar defluire gli idrocarburi, in essa contenuti, verso il pozzo di produzione. In altri termini non tutta la roccia mineralizzata contribuisce alla produzione del giacimento. Dal computo volumetrico devono quindi essere esclusi quei livelli le cui caratteristiche di permeabilità sono tali da escludere che possano contribuire alla produzione. per cui lungo il profilo del pozzo o dei pozzi usati per queste valutazioni, vengono distinti dal totale Gross volumetrico le zone economicamente sfruttabili chiamate Net pay zone. La sommatoria di queste zone prende il nome di Net zone.
Il rapporto {\displaystyle Net/Gross} è quindi la frazione data dal rapporto: {\displaystyle {(spessore\ Net\ Pay) \over (spessore\ Gross\ Pay)}}, il cui valore varia, da giacimento a giacimento, da uno (tutto l'intervallo è considerato produttivo) a zero (situazione teorica di non giacimento).